# Love (canción de Inna)
«Love» es una canción grabada por la cantante rumana Inna para su primer álbum de estudio, Hot (2009). Fue lanzado como el segundo sencillo del disco el 25 de abril de 2009. Escrita y producida por los miembros de Play & Win: Sebastian Barac, Radu Bolfea y Marcel Botezan, «Love» es una canción de EDM y house. Sus letras giran en torno a las posibles complicaciones relacionadas con el amor. La canción fue descrita como un compilado de voces agudas por un crítico, así como también comparándola con los trabajos de la banda de rock británica New Order. Otro crítico previó que el sencillo sería exitoso comercialmente.
Fue apoyado por un video musical, que fue subido al canal oficial de la discográfica Roton en YouTube el 7 de mayo de 2009. El videoclip fue filmado cerca de Bucarest, Rumania por Bogdan Bărbulescu y retrata una lucha entre el bien y el mal. Para una mayor promoción, Inna interpretó «Love» en el evento búlgaro Loop Live en octubre de 2009. Comercialmente, la canción alcanzó el top 10 en las listas de Rumania, Eslovaquia, República Checa y Hungría.

## Lanzamiento y composición
«Love» fue presentado exclusivamente en el sitio web rumano Urban.ro y se lanzó a la estación de radio rumana Radio 21 el 16 de febrero de 2009, donde fue reproducido por primera vez durante el programa radial «Muzica Ta»—en español: Tu Música—presentado por Marian Soci. El lanzamiento del sencillo para la radio había sido retrasado previamente por razones desconocidas. En el sitio web de Radio 21, también se publicó una muestra de la canción antes de su estreno, mientras que un editor pensó que era un «regalo» de Inna para sus fanes por el Día de San Valentín.
Escrito y producido por los miembros del trío rumano Play & Win: Sebastian Barac, Radu Bolfea y Marcel Botezan, «Love» fue lanzado como el segundo sencillo de Hot (2009), el primer álbum de estudio de Inna, siendo el sucesor de su primera canción del mismo nombre (2008). Según Neeti Sarkar de The Hindu, «Love» es una canción con cadencia que incorpora los géneros EDM y house. Sus letras hablan de «cómo pueden ser tan complicadas las situaciones de amor». Paul Lester de The Guardian notó «vocales femeninas con alto contenido de helio» tanto en la composición de «Love» como en la de «On and On», otra pista del álbum. También comparó ambas canciones con los trabajos de la banda de rock británica New Order, citando su tema «True Faith» (1987) como ejemplo.

## Recepción y reconocimientos
Un editor de la revista rumana Unica predijo que «Love» tendría éxito comercial. La pista alcanzó el puesto número cuatro en el Top 100 de Rumania, convirtiéndose en el segundo éxito top 5 consecutivo de Inna en su país después de su primer sencillo «Hot», que encabezó la lista en diciembre de 2008. La canción también alcanzó el número cinco en Eslovaquia, mientras que también ingresó en el top 10 en Hungría y República Checa. En España, la pista debutó en la lista PROMUSICAE en el número 37 como el debut más alto de esa semana, alcanzando el número 31 en la siguiente. «Love» fue nominado en las categorías de Top 1 Rumania y Mejor Éxito 2009 en los Romanian Top Hits Awards del 2009, así como también en la categoría de «Mejor Canción en los Balkanes de Rumania» en los Balkan Music Awards del 2010.

## Video musical
Un video musical de acompañamiento para «Love» fue subido al canal oficial de la discográfica Roton en YouTube el 7 de mayo de 2009. Fue filmado por Bogdan Bărbulescu el 21 de abril de 2009 en un salón abandonado en Bucarest, Rumania, durante un lapso de 14 horas. El rodaje comenzó alrededor de las 8:00 de la mañana. Según Unica, el concepto de Bărbulescu para el video era una pelea entre el bien y el mal, que mostraba a través de contrastes «impresionantes». La toma de imágenes del videoclip se publicó el mismo día en Urban.ro.
El video empieza con una confluencia de flujos de agua que fluye en blanco y negro, seguido de una bailarina que hace piruetas en el aire «en una decoración sombría, llena de máquinas antiguas». Posteriormente, se muestra a un boxeador golpeando un saco de boxeo, mientras que un hombre en topless vacía una botella de agua sobre él y una mujer que lleva una sudadera con capucha blanca sostiene un bate en sus manos. Más adelante en el videoclip, los mencionados parecen luchar contra personas enmascaradas completamente en negro. Cerca del final, Inna camina entre las dos partes antes de que desaparezcan. Las tomas en intersección muestran a la cantante vestida con un leotardo blanco con un corsé negro y un largo velo blanco adherido, así como al hombre en topless saltando en el aire. Algunas de las escenas del video se reproducen en cámara lenta o hacia atrás.
Un editor de Unica elogió el concepto del clip y comentó: «El vínculo entre los dos mundos [del bien y del mal] lo hace Inna, quien viste un atuendo especial destinado a resaltar tanto los personajes positivos como los negativos. El nuevo video nos trae un final feliz en el que el amor conquista, como podemos ver en el título del sencillo.» También pensó que el videoclip sería esperado en «más de 10 países» debido al éxito del sencillo previo de Inna.

## Formatos
- Versiones oficiales[A]

1. «Love» (Play & Win Radio Edit Version) – 3:39
2. «Love» (Play & Win Extended Version) – 5:02
3. «Love» (Original Version) – 4:14
4. «Love» (UK Radio Edit Version) – 2:23
5. «Love» (Dandeej Remix) – 5:15
6. «Love» (DJ Andi Remix) – 5:44
7. «Love» (eSQUIRE Radio Edit) – 3:54
8. «Love» (eSQUIRE Club Remix) – 5:57
9. «Love» (7th Heaven Radio Edit) – 3:51
10. «Love» (7th Heaven Club Remix) – 6:35
11. «Love» (Klubfiller Club Remix) – 6:35
12. «Love» (Klubfiller Dub) – 6:30

## Posicionamiento en listas
| Eslovaquia      | Rádio Top 100    | 5   |
| España          | PROMUSICAE       | 31  |
| Hungría         | Dance Top 40     | 1   |
| Hungría         | Radiós Top 40    | 9   |
| Países Bajos    | Dutch Top 40     | 12  |
| Países Bajos    | Single Top 100   | 31  |
| Polonia         | Dance Top 50     | 45  |
| República Checa | Rádio Top 100    | 8   |
| Rumania         | Romanian Top 100 | 4   |
| Rusia           | Tophit           | 144 |

| Hungría | Rádiós Top 100 | 70 |

## Historial de lanzamiento
| Región         | Fecha                  | Formato          | Discográfica    |
| -------------- | ---------------------- | ---------------- | --------------- |
| Rumania        | 16 de febrero de 2009  | Radio airplay    | Ninguna         |
| Reino Unido    | 1 de diciembre de 2009 | Descarga digital | Ultra           |
| Reino Unido    | 2011                   | CD               | 3Beat           |
| Estados Unidos | 1 de diciembre de 2009 | Descarga digital | Ultra           |
| Países Bajos   | 13 de marzo de 2010    | Descarga digital | Spinnin'        |
| Países Bajos   | 2 de abril de 2010     | CD               | Spinnin'        |
| Italia         | 14 de abril de 2010    | CD               | DIY             |
| Italia         | 22 de abril de 2010    | Descarga digital | DIY             |
| Japón          | 4 de julio de 2012     | Descarga digital | Roton           |
| Unión Europea  | 25 de abril de 2009    | Digital download | Universal Music |